# Nelson Évora
Nelson Évora, född den 20 april 1984 i Elfenbenskusten, är en portugisisk friidrottare (längdhopp och tresteg).
Évora började tävla för Kap Verde men blev portugisisk medborgare 2002. 
Évora misslyckades både vid OS 2004 i Aten och vid VM 2005 i Helsingfors att gå vidare till finalhoppningen i tresteg. 2006 blev ett bättre år för honom, dels blev EM i Göteborg 2006 en framgång där han blev fyra i tresteg och sexa i längdhopp, dels klarade Évora för första gången 17 meter i tresteg och 8 meter i längdhopp under säsongen.
Under 2007 tog Évora ytterligare ett steg i utvecklingen. Vid VM i Osaka 2007 lyckades han kraftigt förbättra sitt personbästa i tresteg till 17,74, vilket räckte till VM-guld.
Vid Olympiska sommarspelen 2008 i Peking slog Evora den brittiska favoriten Phillips Idowu med 5 cm när han hoppade 17,67, vilket innebar guld.
Inför VM 2009 i Berlin hade Évora världsårsbästat och var en av de stora favoriterna. Åter blev det en kamp mot britten Idowu som fick till sitt livs hopp och vann på 17,73 förre Évoras 17,55 som räckte till silver.
Nelson Évora är bahá'í-troende.